# 魔法咪路咪路
《魔法咪路咪路》（日语：わがまま☆フェアリー ミルモでポン!）是由日本漫畫家篠塚廣夢所創作的日本漫畫作品，以及依此改編的電視動畫與遊戲。電視動畫是由笠井賢一、福島利規導演，久保雅一、木下哲明等監製。
故事描述一名叫做南楓的少女遇到一群外表相當可愛又有一點彆扭的精靈與週遭的人們的故事。
本作最初在2001年2月3日發行的Ciao雜誌2001年3月號以單篇漫畫刊載，並且收錄在單行本《戀愛遊戲》當中（恋はゲームで!），直到2001年8月3日發行的Ciao雜誌2001年9月號開始連載，包括在Ciao DELUXE雜誌（ちゃおデラックス）」上連載相關的番外編最後於2005年12月3日發行的Ciao雜誌2006年1月號結束連載，作品在2003年分別獲得第27回講談社漫畫賞兒童部門獎以及第49回小學館漫畫賞 （页面存档备份，存于）兒童部門獎。
電視動畫版於2002年4月起至2005年9月止於日本地區播映，共於13個國家和地區播映。

## 故事大綱

### 第一季
南楓是一名普通的國中二年級學生，平常充滿朝氣、個性開朗的她，暗戀著同班同學結木攝，但是一遇到他，卻說不出任何話。某天放學回家的路上，南楓進入一間魔法商店，這家店會讓人有一股衝動去買下被指定精靈夥伴的馬克杯。
當她回到家後，發現馬克杯底下有一段精靈文字，意思是：「將熱可可倒進馬克杯裡，心裡唸著願望，戀愛精靈就會幫你實現」，南楓居然看得懂這些文字。雖然她不相信世界上有精靈這個傳說，但還是嘗試了一下，結果出現了一個可愛的小精靈咪路。咪路為了達成實現南楓心願的使命，就此展開在人間的修行。
另一方面，南楓班級裡轉來了女學生日高安純，她在轉進來的當下就看上了結木攝，導致南楓與安純就此展開結木攝爭奪戰，形成競爭激烈的三角關係。後來，南楓在陰錯陽差認識了二年一班的男學生松竹香，他因為南楓的救命之恩而看上了她，使得戀愛關係再添一筆。

### 第二季
來自精靈世界的邪神——「邪惡的化身」黑達克已埋伏在人間暗中蠢蠢欲動，派遣其部下阿克米與惡魯莫團展開一連串的侵略。另外，南楓班級裡轉來了女學生江口沙織，她是天才長笛演奏家，然而南楓與咪路卻發現沒有精靈搭檔的她卻能看得見精靈，後來得知她是因為黑達克的控制才有此能力，為了阻止黑達克利用沙織復活的陰謀，咪路等人也隨之應戰。

### 第三季
南楓一早起床時發現床邊有一隻章魚，他是來自另一個世界的機器人章魚師，他為了尋找能拯救故鄉的傳說水晶而來到人間，咪路等人自此展開了尋找水晶的任務，並藉由彼此的羈絆不斷的讓水晶在人間被喚醒出來，後來亦逐漸挖掘出章魚師與水晶的關係以及其故鄉背後的巨大隱情。

### 第四季
南楓四人升上了三年級，可惜南楓跟結木攝被分開至不同班級。南楓跟新登場的男學生——住田光一同班，安純跟松竹同班，結木攝則跟其年幼時的青梅竹馬——森下遙同班。由於本季增加至六人的緣故，戀愛關係又更加競爭激烈。
經過許多風風雨雨，南楓終於美夢成真，同時六人也順利從國中畢業，並在典禮過後拍了六對人類精靈搭檔的畢業大合照，最後亦以放置在南楓書桌上的該張大合照作為本劇的完結。

## 出版書籍
繁體中文版分別由台灣由東立出版社所代理發行（譯者：柯明鈺），香港由玉皇朝出版所代理發行（譯者：葉瑜）；新加坡未發行中文版而發售英語版，由創藝出版社所代理發行。
| 冊數 | 小學館         | 小學館             | 東立出版社     | 東立出版社         |
| 冊數 | 發售日期       | ISBN               | 發售日期       | ISBN               |
| ---- | -------------- | ------------------ | -------------- | ------------------ |
| 1    | 2002年2月26日  | ISBN 4-09-135013-5 | 2004年1月3日   | ISBN 986-11-3694-0 |
| 2    | 2002年6月26日  | ISBN 4-09-135014-3 | 2004年1月3日   | ISBN 986-11-3695-9 |
| 3    | 2002年9月26日  | ISBN 4-09-135015-1 | 2004年1月19日  | ISBN 986-11-3696-7 |
| 4    | 2003年2月26日  | ISBN 4-09-135016-X | 2004年2月2日   | ISBN 986-11-3697-5 |
| 5    | 2003年7月26日  | ISBN 4-09-135017-8 | 2004年2月17日  | ISBN 986-11-3698-3 |
| 6    | 2003年12月19日 | ISBN 4-09-135018-6 | 2004年5月4日   | ISBN 986-11-4524-9 |
| 7    | 2004年4月27日  | ISBN 4-09-135019-4 | 2004年7月29日  | ISBN 986-11-4525-7 |
| 8    | 2004年10月1日  | ISBN 4-09-135020-8 | 2005年2月22日  | ISBN 986-11-5782-4 |
| 9    | 2005年2月1日   | ISBN 4-09-130090-1 | 2005年5月7日   | ISBN 986-11-6789-7 |
| 10   | 2005年6月30日  | ISBN 4-09-130158-4 | 2005年10月28日 | ISBN 986-11-7477-X |
| 11   | 2005年9月30日  | ISBN 4-09-130257-2 | 2006年1月7日   | ISBN 986-11-7478-8 |
| 12   | 2006年3月31日  | ISBN 4-09-130398-6 | 2006年7月19日  | ISBN 986-11-8005-2 |

## 電視動畫
動畫於2002年4月起至2005年9月止於日本地區播映，播映期間總共3年6個月，華視2004年9月23日播映第一季；卡通頻道於2004年1月3日播映第一季，2004年9月25日播映第二季，2005年9月5日播映第三季，2005年12月15日播映第四季；香港有線電視兒童台於2005年1月18日至3月31日播映第一輯（季），2005年8月1日至10月7日播映第二輯，2007年5月9日開始播映第三輯，播放第三輯之後於2007年7月16日至8月13日同樣時段接檔播映第四輯。中國大陸於2005年起播映，一共有13個國家與地區播映。而動畫版分為四個系列（季）播放，一共172集。由於每個地區對於集數的排序法並不相同，本條目先依據系列集數排序觀點（日本地區排序），之後再依據季節集數排序（臺灣、香港地區排序）（事實上，兩種排序方式並不影響故事的劇情發展。不過，以劇情的發展來看，不少人都認為季節集數排序才是真正的排序方式）。台灣地區由曼迪傳播引進發行vcd.dvd（僅發行第1～3輯，中文字幕、國語發音）。香港地區由羚邦國際引進、亞洲影帶vcd發行（僅發行第1、2輯，無字幕、粵語發音）。
- 依照日本地區播放排序：
  - 《魔法咪路咪路》（無印）（2002年4月 - 2003年9月：全78集）
  - 《魔法咪路咪路 Golden》（わがまま☆フェアリー ミルモでポン! ごおるでん）（2003年10月 - 2004年3月：全24集）
  - 《魔法咪路咪路 Wonderful》（わがまま☆フェアリー ミルモでポン! わんだほう）（2004年4月 - 2005年4月：全48集）
  - 《魔法咪路咪路 Charming》（わがまま☆フェアリー ミルモでポン! ちゃあみんぐ）（2005年4月 - 2005年9月：全22集）

### 工作人員
- 原作：篠塚廣夢（小學館Ciao連載）
- 導演：笠井賢一（無印～Golden）、福島利規（Wonderful～Charming）
- 劇本：土屋理敬、靜谷伊佐夫、福田裕子、中村能子、其他
- 分鏡：高柳哲司、中西伸彰、福島利規、鈴木薰、
- 演出：中西伸彰、福島利規、渡邊健一郎、其他
- 作畫監督：三浦貴弘、安形佳己、渡邊伸弘、小關雅、其他
- 製作人：→青木俊志、古市直彥
- 監製：久保雅一、木下哲明、太田克巳
- 原案協力：川田昌宏、三浦卓嗣、中村美喜子
- 企劃協力：竹田哲也
- 系列協力：土屋理敬
- 人物設計：音地正行（無印～Wonderful）、小沼克介
- 美術監督：松平聰
- 美術補佐：土師勝弘
- 效果原案：
- 色彩監督：垣內雅美、熊谷靜香（無印～Golden）、長野雅美（Wonderful）、境成美（Charming）
- 攝影監督：渡邊宣之→→三品雄介
- 編輯：森田清次
- 音響監督：明田川進
- 音樂：（無印～Golden）、根岸貴幸（Wonderful～Charming）
- 效果：古宮理惠
- 調整：廣剛信貴
- 錄音：星野賢爾
- 音響製作人：南澤道義、西名武
- 角色監督：吉田理保子
- 音響製作指導：藤田亞希子
- 製作指導：九鬼繁理
- 設定管理：山田佳仁→工藤聰代
- 製作工作：渡邊秀信→吉田大樹
- 映像編輯：IMAGICA
- 錄音工作室：HALF H・P STUDIO
- 音樂製作人：吉田隆
- 動畫製片：
- 後期製作：山本真二
- 節目宣傳：大城博章→鈴木紀子（東京電視台）
- 動畫製作：雲雀工作室
- 製作：東京電視台、小學館製作
- 版權內容：

參考資料：

### 主題曲
以下的「Kaede」以及「Kaede-chan」是飾演南楓的中原麻衣。
| 類別                   | 序號                | 曲名                        | 話數             | 作詞                 | 作曲                 | 編曲                                    | 歌手                   |
| ---------------------- | ------------------- | --------------------------- | ---------------- | -------------------- | -------------------- | --------------------------------------- | ---------------------- |
| 片頭曲                 |                     |                             |                  |                      |                      |                                         |                        |
| 魔法咪路咪路           |                     |                             |                  |                      |                      |                                         |                        |
| 1.                     | 『』                | 第01集～第28集              | 白峰美津子       |                      | 編                   | Kaede+Check Fairy（中原麻衣、小櫻悅子） |                        |
| 2.                     | 『』                | 第29集～第52集              | 、YUKAKO         | 小野澤篤、平井夏美   | 小野澤篤、平井夏美   |                                         |                        |
| 魔法咪路咪路 Golden    |                     |                             |                  |                      |                      |                                         |                        |
| 1.                     | 『』                | 第53集～第78集              | 大森祥子         | 上畑正和             |                      | Kaede-chan（中原麻衣）                  |                        |
| 2.                     | 『』                | 第79集～第102集             | 田邊智沙         | 佐藤泰將             | 大久保薰             | 南里侑香                                |                        |
| 魔法咪路咪路 Wonderful |                     |                             |                  |                      |                      |                                         |                        |
| 1.                     | 『』                | 第103集～第126集 150集ED    |                  | 片岡嗣実             | 片岡嗣実             |                                         |                        |
| 2.                     | 『』                | 第127集～第150集            |                  | 片岡嗣実             | 片岡嗣実             |                                         |                        |
| 魔法咪路咪路 Charming  |                     |                             |                  |                      |                      |                                         |                        |
| 1.                     | 『』                | 第151集～第172集            |                  | 片岡嗣実             | 片岡嗣実             |                                         |                        |
| 片尾曲                 |                     |                             |                  |                      |                      |                                         |                        |
| 魔法咪路咪路           |                     |                             |                  |                      |                      |                                         |                        |
| 1.                     | 『』                | 第01集～第28集              | 白峰美津子       |                      |                      | Kaede（中原麻衣）                       |                        |
| 2.                     | 『』                | 第29集～第52集              | 、YUKAKO         | 小野澤篤             | 小野澤篤、平井夏美   | ベッキー（貝琪）                        |                        |
| 魔法咪路咪路 Golden    |                     |                             |                  |                      |                      |                                         |                        |
| 1.                     | 『』                | 第53集～第65集              | 近藤薫           | 近藤薫               | 近藤薫、時乘浩一郎   | 近藤薫                                  |                        |
| 2.                     | 『PRECIOUS MOMENT』 | 第66集 第70集 第76集 第78集 | 田邊智沙         | 田邊智沙             |                      | 楓＆咪路（中原麻衣、小櫻悅子）          |                        |
| 3.                     | 『』                | 第67集 第71集 第74集        |                  | 大久保薰             | 大久保薰             | 結木＆莉露姆（浪川大輔、麻績村真由子）  |                        |
| 4.                     | 『』                | 第68集 第72集 第75集        | 横山武           |                      |                      | 安純＆亞西吉（一美、雪路）              |                        |
| 5.                     | 『』                | 第69集 第73集 第77集        |                  | 大久保薰             | 大久保薰             | 松竹＆姆路（保志總一朗、釘宮理惠）      |                        |
| 6.                     | 『』                | 第79集～101集               | 夢野萌           | 近藤浩章             | 近藤浩章             |                                         |                        |
| 7.                     | 『』                | 第102集                     | 白峰美津子       |                      |                      | Kaede+Check Fairy（中原麻衣、小櫻悅子） |                        |
| 魔法咪路咪路 Wonderful |                     |                             |                  |                      |                      |                                         |                        |
| 1.                     | 『』                | 第103集～126集              | 新谷早苗（Sana） | 鈴木捺浩             | Haraddy              | 新谷早苗（Sana）                        |                        |
| 2.                     | 『Brownie』         | 第127集～第149集            | 新谷早苗（Sana） | 鈴木捺浩             | Haraddy、鈴木捺浩    | 新谷早苗（Sana）                        |                        |
| 魔法咪路咪路 Charming  |                     |                             |                  |                      |                      |                                         |                        |
| 1.                     | 『』                | 第151集～第172集            | 新谷早苗（Sana） | orangenoise shortcut | orangenoise shortcut | 新谷早苗（Sana）                        |                        |
| 插入曲                 | 1.                  | 『』                        | 第70集插入曲     |                      |                      |                                         | kaede-chan（中原麻衣） |
| 插入曲                 | 2.                  | 『』                        |                  |                      |                      |                                         | 南里侑香               |
| 插入曲                 | 3.                  | 『』                        |                  |                      |                      |                                         | （小櫻悅子）           |

### 各話列表
| - 魔法咪路咪路 播放期間 2002年4月 - 2003年9月 本列表依照系列排序，本季（系列）一共78集。 |          |                             |                |
| #                                                                                        | 日文標題 | 中文標題                    | 日本播出日期   |
| 001                                                                                      |          |                             | 2002年4月6日   |
| 002                                                                                      |          |                             | 2002年4月13日  |
| 003                                                                                      |          | 忍者亞西吉                  | 2002年4月20日  |
| 004                                                                                      |          |                             | 2002年4月27日  |
| 005                                                                                      |          |                             | 2002年5月4日   |
| 006                                                                                      |          |                             | 2002年5月11日  |
| 007                                                                                      |          |                             | 2002年5月18日  |
| 008                                                                                      |          | 咪路                        | 2002年5月25日  |
| 009                                                                                      |          | 超級                        | 2002年6月1日   |
| 010                                                                                      |          |                             | 2002年6月8日   |
| 011                                                                                      |          |                             | 2002年6月15日  |
| 012                                                                                      |          | 莉露姆                      | 2002年6月22日  |
| 013                                                                                      |          | 的一天                      | 2002年6月29日  |
| 014                                                                                      |          |                             | 2002年7月6日   |
| 015                                                                                      |          |                             | 2002年7月13日  |
| 016                                                                                      |          |                             | 2002年7月20日  |
| 017                                                                                      |          | 的禮物                      | 2002年7月27日  |
| 018                                                                                      |          |                             | 2002年8月3日   |
| 019                                                                                      |          |                             | 2002年8月10日  |
| 020                                                                                      |          |                             | 2002年8月17日  |
| 021                                                                                      |          |                             | 2002年8月24日  |
| 022                                                                                      |          | 也西的初戀                  | 2002年8月31日  |
| 023                                                                                      |          | 莉露姆的精靈占卜            | 2002年9月7日   |
| 024                                                                                      |          |                             | 2002年9月14日  |
| 025                                                                                      |          |                             | 2002年9月21日  |
| 026                                                                                      |          | 拯救咪路的                  | 2002年9月28日  |
| 027                                                                                      |          |                             | 2002年10月5日  |
| 028                                                                                      |          |                             | 2002年10月2日  |
| 029                                                                                      |          |                             | 2002年10月19日 |
| 030                                                                                      |          |                             | 2002年10月26日 |
| 031                                                                                      |          |                             | 2002年11月2日  |
| 032                                                                                      |          |                             | 2002年11月9日  |
| 033                                                                                      |          | 再見了，安純                | 2002年11月16日 |
| 034                                                                                      |          |                             | 2002年11月23日 |
| 035                                                                                      |          |                             | 2002年11月30日 |
| 036                                                                                      |          |                             | 2002年12月7日  |
| 037                                                                                      |          |                             | 2002年12月14日 |
| 038                                                                                      |          |                             | 2002年12月21日 |
| 039                                                                                      |          |                             | 2002年12月28日 |
| 040                                                                                      |          |                             | 2003年1月4日   |
| 041                                                                                      |          |                             | 2003年1月11日  |
| 042                                                                                      |          |                             | 2003年1月18日  |
| 043                                                                                      |          |                             | 2003年1月25日  |
| 044                                                                                      |          | 加油啊！精靈隊              | 2003年2月1日   |
| 045                                                                                      |          |                             | 2003年2月8日   |
| 046                                                                                      |          |                             | 2003年2月15日  |
| 047                                                                                      |          |                             | 2003年2月22日  |
| 048                                                                                      |          |                             | 2003年3月1日   |
| 049                                                                                      |          |                             | 2003年3月8日   |
| 050                                                                                      |          | 打倒的咪路！                | 2003年3月15日  |
| 051                                                                                      |          |                             | 2003年3月22日  |
| 052                                                                                      |          | 快動啊！精靈世界            | 2003年3月29日  |
| 053                                                                                      |          | 沙鈴壞掉了！？              | 2003年4月5日   |
| 054                                                                                      |          | 不可思議的轉學生沙織        | 2003年4月12日  |
| 055                                                                                      |          | 日高同學的弟弟？            | 2003年4月19日  |
| 056                                                                                      |          | 糖果的故事                  | 2003年4月26日  |
| 057                                                                                      |          | 叫做莉露姆的花              | 2003年5月3日   |
| 058                                                                                      |          | 咪路和姆路的兄弟船          | 2003年5月10日  |
| 059                                                                                      |          | 惡魯莫團要解散了！？        | 2003年5月17日  |
| 060                                                                                      |          | 姆路是我的                  | 2003年5月24日  |
| 061                                                                                      |          | 危險的演奏會                | 2003年5月31日  |
| 062                                                                                      |          | 金泰與達達                  | 2003年6月7日   |
| 063                                                                                      |          | 太太，是黴菌耶！            | 2003年6月14日  |
| 064                                                                                      |          | 總而言之非常厲害的魔法 上集 | 2003年6月21日  |
| 065                                                                                      |          | 總而言之非常厲害的魔法 下集 | 2003年6月28日  |
| 066                                                                                      |          | 哪一個是哪一個，都亂了啦！  | 2003年7月5日   |
| 067                                                                                      |          | 娘娘腔的精靈                | 2003年7月15日  |
| 068                                                                                      |          | 超級千金小姐‧小桃           | 2003年7月19日  |
| 069                                                                                      |          | 珍貴的友情                  | 2003年7月26日  |
| 070                                                                                      |          | 動物世界驚險之旅            | 2003年8月2日   |
| 071                                                                                      |          | 不好意思                    | 2003年8月9日   |
| 072                                                                                      |          | 亞美來造訪您了              | 2003年8月16日  |
| 073                                                                                      |          | 我就是這樣，不行嗎？        | 2003年8月23日  |
| 074                                                                                      |          | 少爺大冒險勇者之劍之謎      | 2003年8月30日  |
| 075                                                                                      |          | 守護秘密基地                | 2003年9月6日   |
| 076                                                                                      |          | 去參觀電視台                | 2003年9月13日  |
| 077                                                                                      |          | 黑達克甦醒的時候            | 2003年9月20日  |
| 078                                                                                      |          | 黃金咪路                    | 2003年9月27日  |

| - 魔法咪路咪路 Golden 播放期間 2003年10月 - 2004年3月 本列表依照系列排序，本季（系列）一共24集。 |          |                          |                |
| #                                                                                                | 日文標題 | 中文標題                 | 日本播出日期   |
| 01(079)                                                                                          |          | 大家好，我叫咪路！       | 2003年10月7日  |
| 02(080)                                                                                          |          |                          | 2003年10月21日 |
| 03(081)                                                                                          |          | 跟精靈交朋友的方法       | 2003年10月21日 |
| 04(082)                                                                                          |          | 精靈演奏會               | 2003年10月28日 |
| 05(083)                                                                                          |          | 暴走！荒野大競賽         | 2003年11月4日  |
| 06(084)                                                                                          |          | 原野的呼喚               | 2003年11月11日 |
| 07(085)                                                                                          |          | 老實的精靈咪路？         | 2003年11月18日 |
| 08(086)                                                                                          |          | 土財主的悲劇             | 2003年11月25日 |
| 09(087)                                                                                          |          | 被打到好痛喔，快點擊球！ | 2003年12月9日  |
| 10(088)                                                                                          |          | 精靈時鐘 第一章          | 2003年12月16日 |
| 11(089)                                                                                          |          | 精靈時鐘 最終章          | 2003年12月23日 |
| 12(090)                                                                                          |          | 灰姑娘仙杜瑞楓物語       | 2004年1月6日   |
| 13(091)                                                                                          |          | 把小朋友變成惡魯莫團！   | 2004年1月13日  |
| 14(092)                                                                                          |          | 莉露姆和阿克米的烹飪比賽 | 2004年1月20日  |
| 15(093)                                                                                          |          | 戀愛精靈                 | 2004年1月27日  |
| 16(094)                                                                                          |          | 米夢夢店的大危機！       | 2004年2月3日   |
| 17(095)                                                                                          |          | 大精靈M，電擊婚約！？    | 2004年2月10日  |
| 18(096)                                                                                          |          | 精靈的溫泉之旅           | 2004年2月10日  |
| 19(097)                                                                                          |          | 沙織和桐生老師的約會     | 2004年2月24日  |
| 20(098)                                                                                          |          | 破碎的友情               | 2004年3月2日   |
| 21(099)                                                                                          |          | 吵死人的音樂祭           | 2004年3月9日   |
| 22(100)                                                                                          |          | 我的名字叫黑達克         | 2004年3月16日  |
| 23(101)                                                                                          |          | 拯救世界的旋律           | 2004年3月23日  |
| 24(102)                                                                                          |          | 再見了咪路…啊！          | 2004年3月30日  |

| - 魔法咪路咪路 Wonderful 播放期間 2004年4月 - 2005年4月 第三季，103-150集，本季（系列）一共48集。 |          |                            |                |
| #                                                                                                 | 日文標題 | 中文標題                   | 日本播出日期   |
| 01(103)                                                                                           |          | 章魚頭的大冒險開始了！     | 2004年4月6日   |
| 02(104)                                                                                           |          | 還是捲髮好看               | 2004年4月13日  |
| 03(105)                                                                                           |          | 吃青椒                     | 2004年4月20日  |
| 04(106)                                                                                           |          | 我們的寶物                 | 2004年4月27日  |
| 05(107)                                                                                           |          | 劈不開的岩石               | 2004年5月4日   |
| 06(108)                                                                                           |          | 精靈忍者！卡拉卡拉大戰     | 2004年5月11日  |
| 07(109)                                                                                           |          | 果然是蠢蛋啦！惡魯莫團     | 2004年5月18日  |
| 08(110)                                                                                           |          | 這樣的戀愛、那樣的戀愛     | 2004年5月25日  |
| 09(111)                                                                                           |          | 章魚的水晶大作戰！         | 2004年6月1日   |
| 10(112)                                                                                           |          | 精靈運動會！               | 2004年6月8日   |
| 11(113)                                                                                           |          | 賽跑、跳遠、舉重、還有游泳 | 2004年6月15日  |
| 12(114)                                                                                           |          | 淚水的終點                 | 2004年6月15日  |
| 13(115)                                                                                           |          | 魷魚怎麼了？               | 2004年6月29日  |
| 14(116)                                                                                           |          | 悅美14歲的初戀             | 2004年6月29日  |
| 15(117)                                                                                           |          | 尋找小惡魯莫團！           | 2004年7月6日   |
| 16(118)                                                                                           |          | 芭拉路來了！？             | 2004年7月20日  |
| 17(119)                                                                                           |          | 阿克米和沙織               | 2004年7月27日  |
| 18(120)                                                                                           |          | 羅蕾拉的傳說               | 2004年8月23日  |
| 19(121)                                                                                           |          | 不准說我遜斃了！           | 2004年8月24日  |
| 20(122)                                                                                           |          | 西瓜和游泳池               | 2004年9月7日   |
| 21(123)                                                                                           |          | 零食的泡菜                 | 2004年9月7日   |
| 22(124)                                                                                           |          | 再見了，結木攝             | 2004年9月14日  |
| 23(125)                                                                                           |          | 最強對決！那傢伙VS這傢伙   | 2004年9月21日  |
| 24(126)                                                                                           |          | 幹的好！好小子團           | 2004年9月28日  |
| 25(127)                                                                                           |          | 害怕兔子                   | 2004年10月12日 |
| 26(128)                                                                                           |          | 章魚的故鄉                 | 2004年10月19日 |
| 27(129)                                                                                           |          | 小楓人氣旺                 | 2004年10月26日 |
| 28(130)                                                                                           |          | 最佳班長英澤               | 2004年11月2日  |
| 29(131)                                                                                           |          | 想變成大人                 | 2004年11月9日  |
| 30(132)                                                                                           |          | 阿弗洛、阿悟、青椒超人！   | 2004年11月16日 |
| 31(133)                                                                                           |          | 惡魯莫團好強悍喔！         | 2004年11月23日 |
| 32(134)                                                                                           |          | 咕嚕咪族的勇士金泰！       | 2004年12月7日  |
| 33(135)                                                                                           |          | 怪盜巴巴                   | 2004年12月14日 |
| 34(136)                                                                                           |          | 咪路王誕生                 | 2004年12月21日 |
| 35(137)                                                                                           |          | 咪路王真的誕生了！         | 2004年12月30日 |
| 36(138)                                                                                           |          | 西遊記                     | 2004年12月30日 |
| 37(139)                                                                                           |          | 章魚的秘密                 | 2005年1月11日  |
| 38(140)                                                                                           |          | 魔鬼忍者來了！             | 2005年1月18日  |
| 39(141)                                                                                           |          | 姆路和飛天嬰兒             | 2005年1月25日  |
| 40(142)                                                                                           |          | 我是死神～！               | 2005年2月1日   |
| 41(143)                                                                                           |          | B.K.C VS K.T.C             | 2005年2月8日   |
| 42(144)                                                                                           |          | 惡魯莫團掉入愛河了！       | 2005年2月22日  |
| 43(145)                                                                                           |          | 尋找最後的一顆水晶！       | 2005年3月1日   |
| 44(146)                                                                                           |          | 嚇死人的七個試煉           | 2005年3月8日   |
| 45(147)                                                                                           |          | 章魚的過去                 | 2005年3月15日  |
| 46(148)                                                                                           |          | 水晶樂園大危機！           | 2005年3月29日  |
| 47(149)                                                                                           |          | 目標，世界通關口           | 2005年3月29日  |
| 48(150)                                                                                           |          | 巧克力雲我永遠愛你！       | 2005年4月5日   |

| - 魔法咪路咪路 Charming 播放期間 2005年4月 - 2005年9月 第四季，151-172集，本季（系列）一共22集。 |          |                            |               |
| #                                                                                                | 日文標題 | 中文標題                   | 日本播出日期  |
| 01(151)                                                                                          |          | 分離和邂逅的新學期         | 2005年4月19日 |
| 02(152)                                                                                          |          | 歡喜冤家帕比               | 2005年4月26日 |
| 03(153)                                                                                          |          | 戀愛拉距戰                 | 2005年5月3日  |
| 04(154)                                                                                          |          | 我是幽靈                   | 2005年5月10日 |
| 05(155)                                                                                          |          | 黑心計畫                   | 2005年5月17日 |
| 06(156)                                                                                          |          | 薰衣草色的戀愛             | 2005年5月24日 |
| 07(157)                                                                                          |          | 薰衣草色的戀愛‧精靈篇      | 2005年5月31日 |
| 08(158)                                                                                          |          | 小遙與阿攝                 | 2005年6月7日  |
| 09(159)                                                                                          |          | 章魚貓熊達的搭檔           | 2005年6月14日 |
| 10(160)                                                                                          |          | 松竹少爺的反擊             | 2005年6月28日 |
| 11(161)                                                                                          |          | 諜對諜！小雞大混戰         | 2005年7月12日 |
| 12(162)                                                                                          |          | 惡魯莫團變成幽靈了！！     | 2005年7月19日 |
| 13(163)                                                                                          |          | 有趣的漫畫畫法！！         | 2005年7月26日 |
| 14(164)                                                                                          |          | 夏季廟會！浴衣大作戰！！   | 2005年7月26日 |
| 15(165)                                                                                          |          | 結木VS住田！愛情急轉彎！！ | 2005年8月2日  |
| 16(166)                                                                                          |          | 愛情的暴風雨               | 2005年8月9日  |
| 17(167)                                                                                          |          | 變調的愛情                 | 2005年8月16日 |
| 18(168)                                                                                          |          | 南楓加油！                 | 2005年8月23日 |
| 19(169)                                                                                          |          | 拯救貓熊達                 | 2005年9月6日  |
| 20(170)                                                                                          |          | 各自的抉擇                 | 2005年9月13日 |
| 21(171)                                                                                          |          | 南楓的心願，咪路的苦心     | 2005年9月20日 |
| 22(172)                                                                                          |          | 大家一起~咪路DEPON！       | 2005年9月27日 |

### 播放電視台
- 日本：
  - TXN全體成員（東京電視台、TV北海道、愛知電視台、大阪電視台、瀨戶內電視台、TVQ九州放送）
  - 岩手可愛電視台
  - 秋田電視台
  - 山形放送
  - 長野放送
  - 金澤電視台
  - 靜岡朝日電視台
  - 琵琶湖放送
  - 奈良電視台
  - 日本海電視台
  - 廣島HOME電視台
  - 四國放送
  - 愛媛電視台
  - 大分朝日放送
  - 鹿兒島電視台
  - BS JAPAN
- 韓國：
  - SBS(韓語：미르모 퐁퐁퐁)
- 菲律賓：
  - Hero (電視頻道)
  - ABS-CBN
  - Cartoon Network
- 美國：
  - 華納兄弟電視(英語：Mirmo!)
- 巴西：
  - Cartoon Network
- 中華民國(台灣)：
  - 卡通頻道 (台灣)(2004年1月3日首播)第一季(2004年9月25)第二季播映(2005年12月15日)播第四季
  - 華視(2004年9月23日首播)
  - 迪士尼頻道 (台灣)(2011年1月首播)
  - MOMO親子台(漢語：魔法咪路咪路)
- 馬來西亞：
  - TV3
  - TV9
- 墨西哥：
  - Cartoon Network
- 義大利：
  - Italia 1
- 印度：
  - Pogo
- 香港：
  - 有線電視兒童台
  - 第1台(粵語：魔法小米路)
  - 奇妙電視
- 西班牙：
  - Cartoon Network
- 中華人民共和國（中國大陸）：
  - 星空衛視（漢語：魔法咪路咪路）
- 泰國：
  - MCOT

## 相關商品

### CD
CD單曲
- 東芝EMI
  - 『Pretty Cake Magic/咪路的華爾茲』（プリティ・ケーキ・マジック／ミルモのワルツ）（Kaede+Cheek Fairy）
  - 『Sarara/Kechirase!』（さらら／けちらせ!）
- Try-M
  - 『Happy・Lucky～拜託了咪路～』（ハッピー・ラッキー～お願いミルモ～）（kaede-chan）
  - 『明日之歌』（あすなろの唄）（近藤薫）
  - 『魔法咪路咪路 二重奏系列（1）咪路＆楓』（わがまま☆フェアリー ミルモでポン! デュエットシリーズ（1）ミルモ＆楓）
  - 『魔法咪路咪路 二重奏系列（2）莉露姆＆結木』（わがまま☆フェアリー ミルモでポン! デュエットシリーズ（2）リルム＆結木）
  - 『魔法咪路咪路 二重奏系列（3）也西＆安純』（わがまま☆フェアリー ミルモでポン! デュエットシリーズ（3）ヤシチ＆安純）
  - 『魔法咪路咪路 二重奏系列（4）姆路＆松竹』（わがまま☆フェアリー ミルモでポン! デュエットシリーズ（4）ムルモ＆松竹）
  - 『Fun! Fun! ★ Fantasy』（Fun! Fun! ★ふぁんたじー）（南里侑香）
- Konami
  - 『Love you Love you』（らびゅらびゅ）
  - （Sana）
  - 『Brownie』（Brownie）（Sana）
  - 『Sugar Sugar』（シュガー・シュガー）
  - 『Cherry Girl』（チェリ・ガール）（Sana）
  - 『魔法咪路咪路 Charming 角色單曲Vol.1 南楓』（わがまま☆フェアリー ミルモでポン! ～ちゃあみんぐ～ キャラクターソングVol.1 南楓）
  - 『魔法咪路咪路 Charming 角色單曲Vol.2 結木攝』（わがまま☆フェアリー ミルモでポン! ～ちゃあみんぐ～ キャラクターソングVol.2 結木摂）
  - 『魔法咪路咪路 Charming 角色單曲Vol.3 森下遙』（わがまま☆フェアリー ミルモでポン! ～ちゃあみんぐ～ キャラクターソングVol.3 森下はるか）

CD專輯
- 東芝EMI
  - 『魔法咪路咪路 Best de Pon!』（わがまま☆フェアリー ミルモでポン! ベストでポン!）

- Try-M
  - 『Kichaou 魔法咪路咪路 Best 1』（きいちゃおう ミルモでポン! ベスト1）
  - 『Kichaou 魔法咪路咪路 Best 2』（きいちゃおう ミルモでポン! ベスト2）
  - 『魔法咪路咪路 冬天的故事』（わがまま☆フェアリー ミルモでポン! ちょっとすてきな物語～冬編～）
  - 『魔法咪路咪路 精靈演唱會～大家一起唱童謠祭～』（わがまま☆フェアリー ミルモでポン! フェアリーコンサート ～みんなで歌おう童謡まつり～）

### 影音商品
皆由小學館發售，VAP負責販售。
錄影帶
- 《魔法咪路咪路 Mirumiru》全13卷（第1集～第52集）
- 《魔法咪路咪路 Magical》全25巻（第1集～第52集）
- 《魔法咪路咪路 第二季》全13卷（第53集～第104集）
- 《魔法咪路咪路 第三季》全12卷（第105集～第150集）
- 《魔法咪路咪路 第四季》全6卷（第151集～第172集）
- 《魔法咪路咪路 魔法錄影帶》（收錄第一集；附贈迷你咪路娃娃）

DVD
- 《魔法咪路咪路 第一季》全13卷（第1集～第52集）
- 《魔法咪路咪路 第二季》全13卷（第53集～第104集）
- 《魔法咪路咪路 第三季》全12卷（第105集～第150集）
- 《魔法咪路咪路 第四季》全6卷（第151集～第172集）
- 《魔法咪路咪路 魔法DVD》（收錄第53集＋特別摘要）

### 電子遊戲
《魔法咪路咪路》主題的遊戲皆由科樂美數位娛樂發行，共推出八款遊戲，而大部分的遊戲皆為動作冒險遊戲以及在Game Boy Advance平台發行，除了咪路的魔法學校的遊戲採用PlayStation平台。
- 《黃金沙鈴傳說》（黄金マラカスの伝説）2002年12月19日發行
- 《咪路的魔法學校物語》（ミルモの魔法学校ものがたり）2003年3月20日發行
- 《對戰魔法球》（対戦まほうだま）2003年9月11日發行
- 《八人的時間精靈》（8人の時の妖精）2004年7月15日發行
- 《夢之碎片》（夢のカケラ）2004年7月15日發行
- 《迷之鑰匙與真實之門》（謎のカギと真実のトビラ）2004年12月16日
- 《心跳回憶大恐慌》（どきどきメモリアルパニック）2005年9月8日發行

## 備註
1. ↑  日文原名為，篠塚廣夢是東立出版社與玉皇朝出版社所翻譯之中文譯名。
2. ↑  在這部作品的「精靈」，原始意義為「妖精」（Fairy）參見小仙子條目。
3. ↑  講談社漫畫賞是日本講談社對連載於自家漫畫雜誌所評選頒發出來的獎賞，第一回獎賞成立於1977年。可以參考下列網站：（日語）講談社漫畫賞、（日語）講談社漫畫賞歷代受獎名單
4. ↑  小學館漫畫賞是日本小學館對連載於自家漫畫雜誌所評選頒發出來的獎賞，第一回獎賞成立於1955年。可以參考下列網站：（日語）小學館漫畫賞公佈網頁、（日語）小學館漫畫賞歷代受賞者庫存頁
5. ↑  台灣與香港的光碟發行，由於版權等相關問題，台灣只有收入單一語言，而香港地區沒有出DVD版本而出VCD。
6. ↑  ※台灣地區未播放，播放期間只播放了第一季的片頭曲，後來由巴哈姆特動畫瘋補上。
7. ↑  ※台灣地區未播放，播放期間只播放了『PRECIOUS MOMENT』，後來由巴哈姆特動畫瘋補上。
8. ↑  ※以下4首片尾曲於2003年7月～9月於日本地區播放期間輪流播放。台灣地區在播放期間只播放了『PRECIOUS MOMENT』，後來由巴哈姆特動畫瘋跟日本一樣撥放以下4首片尾曲。
9. ↑  ※台灣地區未播放，播放期間只播放了第一季的片尾曲『PRECIOUS MOMENT』，後來由巴哈姆特動畫瘋補上。
10. ↑  ※台灣地區未播放，播放期間只播放了第一季的片尾曲『PRECIOUS MOMENT』，後來由巴哈姆特動畫瘋補上。

## 外部連結
- （日語）小學館的動畫介紹
- （日語）東京電視台的動畫介紹 （页面存档备份，存于）
- （日語）日語版影片介紹 （页面存档备份，存于）
- （日語）魔法咪路咪路遊戲系列綜合網站（科樂美的遊戲介紹）
- （日語）篠塚廣夢公式網頁
- （英文）魔法咪路咪路在動畫新聞網百科全書中的資料（英文）
- （英文）魔法咪路咪路在動畫新聞網百科全書中的資料（英文）

| 第48回 平成14年度     |
| 《貯金大冒險》 樫本學 |

| 第49回 平成15年度         |
| 《魔法咪路咪路》 篠塚廣夢 |

| 第50回 平成16年度                                     |
| 《Keroro軍曹》 吉崎觀音 《走投無路危險爺爺》 曾山一壽 |

| 第26回 平成14年度 |
| （未設置）        |

| 第27回 平成15年度         |
| 《魔法咪路咪路》 篠塚廣夢 |

| 第28回 平成16年度       |
| 《疾風忍法帖》 御童和彥 |